# Rodja Persidsky
Rodion Persidsky, känd som Rodja Persidsky, född 22 april 1911 i Estland, död 2 november 1973 i Västerås, var en svensk sångare, basist och skådespelare. Han medverkade 1950 i filmerna Pimpernel Svensson och Ung och kär.
Han var gift i Estland med Valentine PERSIDSKY (Dubkov) och som fick dottern Tamara FERSIDSKI/PERSIDSKY makarna skilde sig och Valentine med dottern Tamara vistades i Tyskland 1944-1950 Geislingen Steige Estonian refugees camp ,Valentine gifte om sig och reste sedan till U.S.A 1950
Han var en tid gift med kompositören Gunnel Sandberg (1909–1951) och från 1962 med Ruth Ellen Hedvig Persidsky (1898–1986).
Rodion secundosuccessorer arvet till sin systers Serafima barn Sinaida Fahlström och U-L Arnold 

## Filmografi
- 1950 – Pimpernel Svensson
- 1950 – Ung och kär

## Teater

### Roller (urval)
| År   | Roll             | Produktion                                       | Regi             | Teater        |
| ---- | ---------------- | ------------------------------------------------ | ---------------- | ------------- |
| 1942 | Joe              | Teaterbåten Jerome Kern och Oscar Hammerstein II | Leif Amble-Naess | Oscarsteatern |
| 1944 | Pablo, en gaucho | Serenad Staffan Tjerneld och Lajos Lajtai        | Leif Amble-Naess | Oscarsteatern |

## Diskografi i urval
- See oli ilus laul (EMP Records)
- Kalinka (HMV) (1943)
- Kasbek – Tjubtjik (HMV) (1943)